# نیم دلاری نبرد آنتی‌تام
نیم دلاری نبرد آنتی‌تام (انگلیسی: Battle of Antietam half dollar) توسط ویلیام ام. سیمپسون طراحی و در سال ۱۹۳۷ برای بزرگداشت هفتاد و پنجمین سالگرد نبرد آنتی‌تام ضرب شد. در جلوی سکه رابرت ای لی و جورج بی مک‌کللن را به تصویر کشیده شده و پشت آن پل برنزاید را نشان می‌دهد.